# Пољопривредно прехрамбена школа
Пољопривредно прехрамбена школа је средња школа у општини Приједор намењена за образовање и васпитање ученика трећег и четвртог степена. Налази се у улици Николе Пашића 4, у Приједору, објекат дели са Школским центром „Илија Стојановић”.

## Историјат
Као самостална средња школа је регистрована 10. октобра 1984. и отпочела је са радом школске 1983—1984. године као организација удруженог рада у саставу радне организације Центар за усмерено образовање и васпитање „Есад Миџић”. Од маја 1991. постаје установа и делује самостално под називом Пољопривредно прехрамбена школа, а регистрована је 2012. године. Након поплава је 2014. потпуно реновирана. Дан школе се обележава 22. априла низом манифестација, изложбених активности, културно–уметничким програмом, спортским активностима и награђивањем најбољих ученика. Садржи образовне профиле Пољопривреда и прерада хране са занимањима Агротехничар, Ветеринарски, Агротуристички и Прехрамбени техничар у трајању од четири године и Прехрамбени прерађивач, Пекар и Месар у трајању од три године.
Настава се изводи у учионицама и кабинетима, а практична настава у специјализованим радионицама, ветеринарским станицама, угоститељским објектима и школском пластенику. Садржи и савремену лабораторију за анализу земљишта за коју је добијена лиценца од Министарства пољопривреде, шумарства и водопривреде Републике Српске. Школа је уписана у Регистар произвођача расада поврћа, школски воћњак је основан у октобру 2009. године на површини од 0,2 хектара и служи за обуку ученика из воћарске производње. Такође, поседују машински парк за основну и допунску обраду земљишта, специјалне сејалице, садилице и вадилице за поврће.